# Fabian Reese
Fabian Reese (Kiel, 29 november 1997) is een Duits voetballer die doorgaans als aanvaller speelt. Hij verruilde Schalke 04 in januari 2020 voor Holstein Kiel, waarvoor hij ook in de jeugd speelde.

## Clubcarrière
Reese werd geboren in Kiel en begon met voetballen bij Holstein Kiel. In 2013 maakte hij de overstap naar Schalke 04. In 2015 werd de aanvaller kampioen met Schalke –19 in de U-19-Bundesliga. Op 21 november 2015 debuteerde hij onder coach André Breitenreiter in het eerste elftal, in een thuiswedstrijd tegen Bayern München. Reese kwam in de tweede helft in het veld als vervanger voor Max Meyer, die eerder het enige doelpunt maakte voor Schalke in de nederlaag van zijn elftal (1–3).